# Lampona braemar
Lampona braemar is een spinnensoort uit de familie Lamponidae. De soort komt voor in het oosten van Australië en Tasmanië.